# Cima di Trafoi
La Cima di Trafoi (3.565 m s.l.m. - Trafoier Eiswand in tedesco) è una montagna nel gruppo Ortles-Cevedale nelle Alpi Retiche meridionali. Si trova tra la Lombardia (provincia di Sondrio) e l'Alto Adige. La montagna appare come una vetta ghiacciata dalla superficie uniforme. Sul lato nord possiede una parete di ghiaccio di circa 400 m che, a tratti, mostra inclinazioni fino 80°. La cima di Trafoi è collegata con la Punta Thurwieser tramite la cresta di Baeckmann, lunga 800 m e dedicata al naturalista Carl Bäckmann. Il nome "cima di Trafoi" è stato assegnato dal ricercatore boemo Julius von Payer.

## Posizione
La Cima di Trafoi è circondata da ghiacciai a nord, est e ovest. Ai piedi della Parete nord giace la Vedretta del Circo (in tedesco: Zirkusferner), che con i suoi crepacci appartiene alla zona di accumulo sudorientale della Vedretta del Naso (Nasenhornferner). A est si estende la Vedretta dello Zebrù (Zebrùferner), mentre a ovest la Cima di Trafoi è affiancata dalla Vedretta di Trafoi (Trafoier Ferner) e, un po' più a sud, dalla Vedretta di Campo. Limitrofe alla Cima di Trafoi, a est lungo la cresta di Baeckmann si trovano la Punta Thurwieser  e, aldilà della Vedretta dello Zebrù, il Monte Zebrù. A nordest, separati dal Passo della Thurwieser (situato a 3480 metri di altitudine), si trovano il Grande Cono di Ghiaccio e il Piccolo Cono di Ghiaccio. Lungo la cresta ovest seguono la Grande Cima della Campana e la Piccola Cima della Campana. La Cima di Trafoi forma la chiusura meridionale della Valle di Trafoi. In linea d'aria, il paese di Trafoi si trova a circa 6 chilometri in direzione nord, mentre il Passo dello Stelvio si trova giusto a 6 chilometri in direzione nordovest.

## La montagna nella storia
Durante il primo conflitto mondiale, la cima di Trafoi fu teatro di una battaglia tra i soldati dell'esercito austro-ungarico e le truppe italiane, con i primi che attaccarono le postazioni dei secondi appostati in vetta scavando un tunnel di quasi un chilometro e mezzo nei ghiacci della parete nord.

## Ascensioni
La prima ascensione risale all'8 luglio 1872, quando il naturalista ungherese Moritz von Déchy e gli alpinisti Alois Pinggera e il fratello Johann Pinggera di Solda giunsero in vetta dalla parete sud. I tre partirono in direzione nord dalla Baita del Pastore (un alpeggio in Val Zebrù a 2167 metri di altitudine situato a sud della Cima di Trafoi), passarono dalla Vedretta dei Camosci (oggi non più esistente a causa del riscaldamento globale) e giunsero fino a poco prima del Passo dei Camosci alto, dove con una scalata moderatamente impegnativa (oggi corrisponderebbe ad un Grado di difficoltà UIAA II) attraversarono un canale innevato con inclinazione fino a 50° fino alla cresta ovest e, da qui, giunsero in vetta. Il percorso dei tre escursionisti durò appena quattro ore, con un dislivello di 1397 metri.
Oggi la via normale è più semplice rispetto al percorso dei primi scalatori ma fu percorsa per la prima volta solamente nel 1898. Punto di partenza è il rifugio Monte Livrio, posto al di sopra del comprensorio sciistico dello Stelvio a quota 3174 m. Il cammino è un'escursione in alta montagna che richiede equipaggiamento adeguato ed esperienza di ghiacciai. Partendo dal rifugio, la via procede in direzione est lungo la vedretta del Madaccio (Madatschferner) fino al Tucketjoch, a 3354 metri. Di qui, proseguendo al di sotto della Grande Cima della Campana e traversando la cresta ovest, si arriva alla cima con una salita di difficoltà UIAA II. La salita è valutata PD e, stando alla letteratura, a dipendenza delle condizioni d'innevamento richiede all'incirca 4 ore.